# Reggenza di Bantaeng
La reggenza di Bantaeng (in indonesiano: Kabupaten Bantaeng) è una reggenza dell'Indonesia, situata nella provincia di Sulawesi Meridionale.